# Sosenskij
Sosenskij (rusky Сосенский) je město v Kalužské oblasti v Ruské federaci. Při sčítání lidu v roce 2010 měl přes dvanáct tisíc obyvatel.

## Poloha a doprava
Sosenskij leží v povodí Žizdry na Středoruské vysočině, části Východoevropské roviny. Od Kalugy, správního střediska oblasti, je vzdálen přibližně devadesát kilometrů jihozápadně. Bližší větší město je Kozelsk přibližně patnáct kilometrů západně, správní středisko Kozelského rajónu, do kterého Sosenskij spadá.
S Kozelskem je také Sosenskij spojen přímou hlavní silnicí. Čtyři kilometry jižně od města je železniční stanice na trati Kozelsk–Suchiniči–Tula.

## Dějiny
Sosenskij byl založen v roce 1952 v souvislosti se začátkem těžby hnědého uhlí. V roce 1954 získal status sídlo městského typu pod názvem Leninskij (Ле́нинский), ale ještě téhož roku byl přejmenován nejprve na Šepelevskij (Шепелевский) a pak na Sosenskij. Toto jméno je odvozeno od slova sosna ve významu borovice.
Od roku 1991 je Sosenskij městem.